# Jean Béraud

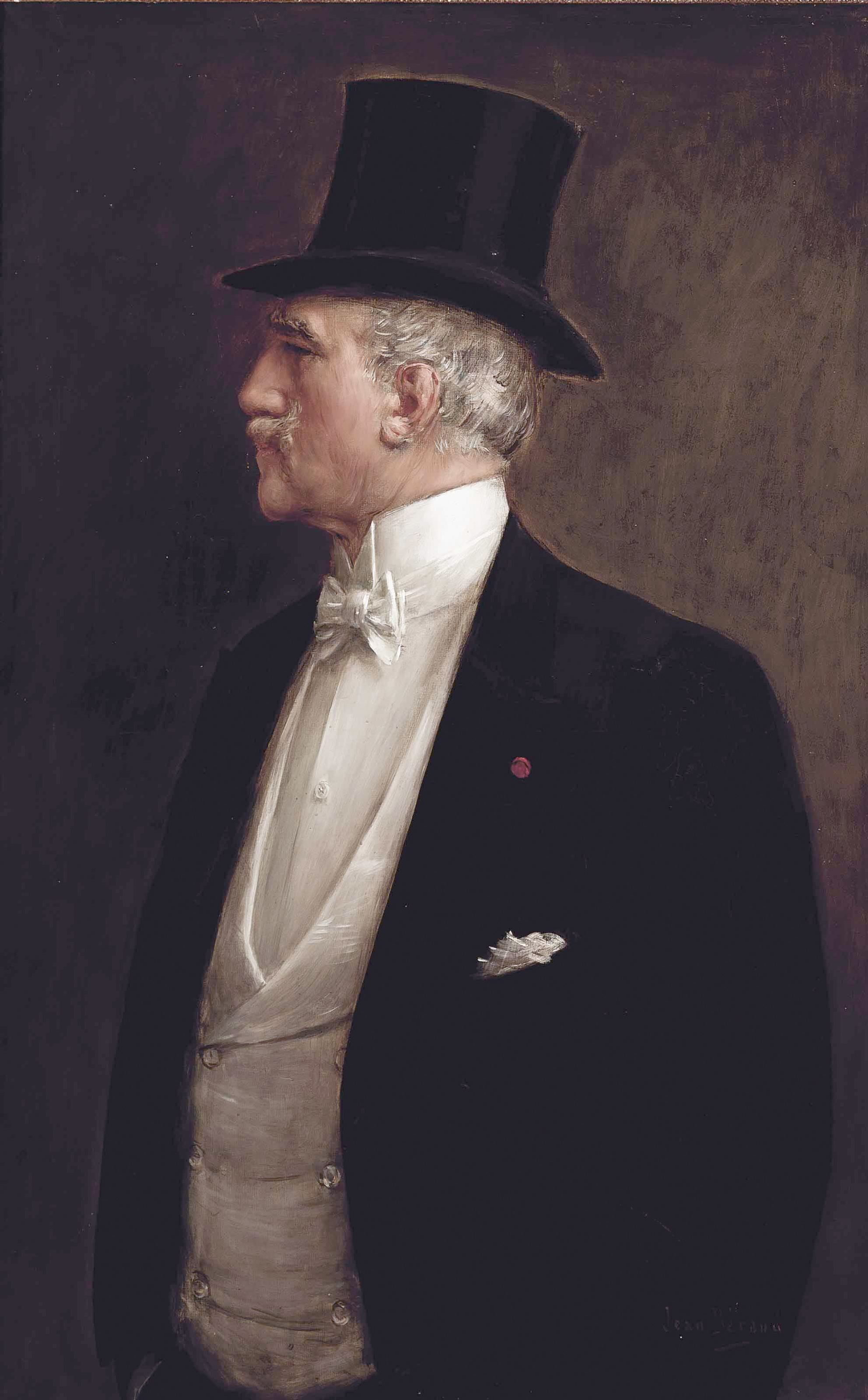
Jean Béraud, självporträtt.

Jean Béraud, född den 31 december 1849 i Sankt Petersburg, död den 4 oktober 1935 i Paris, var en fransk målare.
Béraud uppträdde på 1870-talet med parisiska interiörer av slående lokaltrohet och med förträffliga typer, bilder från kaféer, teatersalonger, saluhallarna, ballokaler, folkmöten (I Salle Graffart, 1884) och från polisens lokaler (Salle des filles au dépôt, 1886). Han målade även porträtt, uppträdde sedan med ett par effektmålningar, Kristus och Magdalena bland fariséerna (sceneriet en modern parissalong, Magdalena en känd skådespelerska, fariséerna samtida börsmän) och Korsets uppresande (på Montmartre, i förgrunden en blusklädd arbetare, som knyter näven ner emot Paris).